# قريب (فلم)
قريب (بالإنجليزية: Close) هو فيلم دراما بلجيكي باللغة الفرنسية من إخراج لوكاس دونت وبطولة إيدن دامبرين، غوستاف دي وايلي، إيميلي ديكيني، ليا دروكير وكيفن يانسون. في 16 سبتمبر 2022 أُعلن بأن الفيلم سيمثل بلجيكا في جائزة الأوسكار لأفضل فيلم بلغة أجنبية.

## روابط خارجية
- مقالات تستعمل روابط فنية بلا صلة مع ويكي بيانات